# 愛のソナタ
『愛のソナタ』（あいのソナタ）は、宝塚歌劇団のミュージカル作品。月組公演。形式名は「グランド・ロマンス」。東京は18場、宝塚は11場。
副題に『〜リヒャルト・シュトラウス/フーゴー・フォン・ホフマンスタール作:オペラ「ばらの騎士」より〜』とあるように、同オペラを基にしており、楽譜出版社ブージー・アンド・ホークスの許諾を得て上演された。脚本・演出は木村信司。東京における本公演の併演作品は『いますみれ花咲く』、宝塚における本公演は『ESP!!』。
月組トップスター・真琴つばさの宝塚退団公演で、檀れいもこの公演を最後に月組トップ娘役を退任し、専科異動となった。

## 解説
※『宝塚歌劇100年史（舞台編）』の宝塚大劇場公演参考。
華やかなりし頃のウィーン。浪費で破産したオックス伯爵は富豪のファニナル家の娘・ソフィーと結婚することになり、銀の薔薇を花嫁に届ける"ばらの騎士"を誰に頼めばよいか悩んでいた。その役目を引き受けたオクタヴィアンはソフィーの可憐さに心惹かれる。華麗な貴族の世界を舞台に、銀の薔薇を巡るいくつもの恋物語が織りなすロマンチック・ストーリー。
新・東京宝塚劇場でのこけら落とし公演。

## 公演期間と公演場所
- 2001年1月1日 - 2月12日（新人公演：1月16日）　東京宝塚劇場[2]
- 2001年5月18日 - 7月2日（新人公演：6月12日）　宝塚大劇場[1]

## スタッフ
氏名の後ろに「東京」、「宝塚」の文字がなければ両劇場共通。
- 作曲・編曲：甲斐正人[2]
- 音楽指揮：清川知己（東京）[2]、佐々田愛一郎（宝塚）[1]
- 振付[2]：羽山紀代美/竹邑類/麻咲梨乃/若央りさ
- ファイティング・コーディネーター：渥美博[2]
- 装置[2]：石濱日出雄/関谷敏昭
- 衣装：有村淳[2]
- 照明：今井直次[2]
- 歌唱指導：楊淑美[2]
- 音響：加門清邦[2]
- 小道具：田中武彦[2]
- 効果：扇野信夫[2]
- 演出助手：鈴木圭（東京）[2]、稲葉太地（宝塚）[1]
- ファイティング助手：亀山ゆうみ[2]
- 装置助手：広森守[2]
- 舞台進行：西原徳充[2]
- 舞台美術製作：株式会社宝塚舞台[2]
- 演奏：宝塚歌劇オーケストラ（宝塚）[1]
- 演奏コーティネート：株式会社内藤音楽事務所（東京）[2]
- 制作：小野真哉[2]
- 演出担当（新人公演）：鈴木圭[1][2]

## 特別出演（東京における本公演）
※氏名の後ろの（）は2001年当時の所属組。
- 紫吹淳（専科）[1][2]
- 汐風幸（専科）[1][2]

## 主な配役
※下記のデータは東京・宝塚共通。「（　）」は新人公演。
- オクタヴィアン・ロフラーノ伯爵 - 真琴つばさ（大和悠河）[2]
- ゾフィー - 檀れい（花瀬みずか）[2]
- オックス男爵 - 紫吹淳（遼河はるひ）[2]
- マリー・テレーズ - 美々杏里（西條三恵）[2]
- マルガレーテ - 西條三恵（白羽ゆり）[2]
- ニクラウス - 汐風幸（北翔海莉）[2]
- オットー - 大空祐飛（良基天音）[2]
- ヘルマン - 大和悠河（真野すがた）[2]
- ユーリ - 汐美真帆（楠恵華）[2]
- オルグ - 霧矢大夢（紫城るい）[2]
- ファニナル - 立ともみ（京樹真那）[2]